# Zhang Linpeng
Zhang Linpeng (張琳芃T, 张琳芃S, Zhāng LínpéngP; Jinan, 9 maggio 1989) è un calciatore cinese, difensore dello Shanghai Haigang e della nazionale cinese.

## Carriera
Zhang Linpeng è stato considerato un giovane molto promettente, tanto da attirare l'attenzione del Genbao Football Academy e successivamente, nel 2006, del Shanghai East Asia.
Con il club di terza divisione, Zhang ha fatto una buona impressione all'interno della squadra. Nella stagione 2009, il club è arrivato quarto e ha sfiorato la promozione. Per la sua ottima performance con il suo club è stato convocato nella squadra nazionale cinese e ha segnato al suo debutto contro la Giordania.
Nel novembre 2010 si trasferisce nel Guangzhou Evergrande, club che milita nel Chinese Super League. Debutta nel match di apertura del 2 aprile 2011 del Chinese Super League nella per 1-0 contro il Dalian Shide. Al termine della stagione la sua squadra vince il campionato. Nella stagione 2013 porta la squadra ad un terzo titolo consecutivo di campionato. Inizia la stagione 2015 subendo la rottura del legamento del ginocchio sinistro in una partita amichevole contro Hangzhou Greentown.
Durante la convalescenza in Italia, Zhang è stato accostato all'Inter, tanto che l'allenatore nerazzurro Roberto Mancini confermò il suo interesse per Zhang. Dopo essersi ripreso dal infortunio, Zhang ha segnato un gol il 3 aprile 2015 nella sconfitta per 2-1 contro Henan Jianye. In seguito ha segnato un gol da 60 metri il 12 aprile 2015 nella vittoria per 6-1 contro il Liaoning Whowin. l 20 luglio 2015, Zhang ha prolungato il suo contratto con il Guangzhou fino al 31 dicembre 2020.

## Nazionale
Zhang giocato nelle giovanili cinesi, dapprima giocando per la squadra nazionale under 20 nella AFC U-19 Championship 2008 dove ha capitanato la squadra ai quarti di finale. Successivamente per l'under 23, giocando nel 2009, nella competizione dell'Est asiatico, in cui la Cina è stata eliminata nella fase a gironi. Nonostante i fallimenti dell'under 23 cinese, le performance di Zhang sono state considerate abbastanza buone per l'allora direttore Gao Hongbo, tanto che quest'ultimo decide di chiamarlo nella nazionale maggiore.
Ha segnato all'esordio contro la Giordania, nel 2-2. Dopo il suo debutto, Zhang è stato chiamato più volte nella squadra che ha vinto il Football Championship d'Oriente nel 2010 ed ha partecipato alla Coppa d'Asia nel 2011.

## Vita privata
Zhang è di etnia Hui ed è un musulmano laico. Ha sposato Wang Qiaozhi il 21 maggio 2011 e il loro figlio è nato il 1 ° settembre 2014.

## Statistiche

### Cronologia presenze e reti in nazionale
| Cronologia completa delle presenze e delle reti in nazionale ― Cina | Cronologia completa delle presenze e delle reti in nazionale ― Cina | Cronologia completa delle presenze e delle reti in nazionale ― Cina | Cronologia completa delle presenze e delle reti in nazionale ― Cina | Cronologia completa delle presenze e delle reti in nazionale ― Cina | Cronologia completa delle presenze e delle reti in nazionale ― Cina | Cronologia completa delle presenze e delle reti in nazionale ― Cina | Cronologia completa delle presenze e delle reti in nazionale ― Cina |
| Data                                                                | Città                                                               | In casa                                                             | Risultato                                                           | Ospiti                                                              | Competizione                                                        | Reti                                                                | Note                                                                |
| ------------------------------------------------------------------- | ------------------------------------------------------------------- | ------------------------------------------------------------------- | ------------------------------------------------------------------- | ------------------------------------------------------------------- | ------------------------------------------------------------------- | ------------------------------------------------------------------- | ------------------------------------------------------------------- |
| 07-01-2019                                                          | al-'Ayn                                                             | Cina                                                                | 2 – 1                                                               | Kirghizistan                                                        | Coppa d'Asia 2019 - 1º turno                                        | -                                                                   |                                                                     |
| 11-01-2019                                                          | Abu Dhabi                                                           | Filippine                                                           | 0 – 3                                                               | Cina                                                                | Coppa d'Asia 2019 - 1º turno                                        | -                                                                   |                                                                     |
| 16-01-2019                                                          | Abu Dhabi                                                           | Corea del Sud                                                       | 2 – 0                                                               | Cina                                                                | Coppa d'Asia 2019 - 1º turno                                        | -                                                                   | 79’                                                                 |
| 20-01-2019                                                          | al-'Ayn                                                             | Thailandia                                                          | 1 – 2                                                               | Cina                                                                | Coppa d'Asia 2019 - Ottavi di finale                                | -                                                                   | 34’                                                                 |
| 21-03-2019                                                          | Nanning                                                             | Cina                                                                | 0 – 1                                                               | Thailandia                                                          | Cina Cup 2019 - Semifinale                                          | -                                                                   |                                                                     |
| 30-05-2021                                                          | Suzhou                                                              | Guam                                                                | 0 – 7                                                               | Cina                                                                | Qual. Mondiali 2022                                                 | -                                                                   |                                                                     |
| 07-06-2021                                                          | Sharja                                                              | Cina                                                                | 2 – 0                                                               | Filippine                                                           | Qual. Mondiali 2022                                                 | -                                                                   |                                                                     |
| 15-06-2021                                                          | Sharjah                                                             | Cina                                                                | 3 – 1                                                               | Siria                                                               | Qual. Mondiali 2022                                                 | -                                                                   |                                                                     |
| 07-10-2021                                                          | Sharjah                                                             | Cina                                                                | 3 – 2                                                               | Vietnam                                                             | Qual. Mondiali 2022                                                 | -                                                                   |                                                                     |
| 27-1-2022                                                           | Saitama                                                             | Giappone                                                            | 2 – 0                                                               | Cina                                                                | Qual. Mondiali 2022                                                 | -                                                                   | 89’                                                                 |
| Totale                                                              |                                                                     | Presenze                                                            | 10                                                                  |                                                                     | Reti                                                                | 0                                                                   |                                                                     |

## Palmarès

### Club

#### Competizioni nazionali
- Campionato cinese: 10

Guangzhou Evergrande: 2011, 2012, 2013, 2014, 2015, 2016, 2017, 2019
Shanghai Port: 2023, 2024
- Coppa della Cina: 3

Guangzhu Evergrande: 2012, 2016
Shanghai Haigang: 2024
- Supercoppa di Cina: 4

Guangzhou Evergrande: 2012, 2016, 2017, 2018

#### Competizioni internazionali
- AFC Champions League: 2

Guangzhou Evergrande: 2013, 2015